# Alberto Nepomuceno
Alberto Nepomuceno (Fortaleza, 6 juli 1864 – Rio de Janeiro, 16 oktober 1920) was een Braziliaans componist, muziekpedagoog, dirigent, organist en pianist. Hij wordt algemeen beschouwd als de "vader" van het nationalisme in de klassieke muziek in Brazilië. Hij was een zoon van het echtpaar Vítor Augusto Nepomuceno en Maria Virgínia de Oliveira Paiva.

## Levensloop

### Belaste jeugd
Nepomuceno kreeg zijn eerste muziekles van zijn vader, die was namelijk violist, leraar, dirigent van de plaatselijke banda (harmonieorkest) en organist van de kathedraal van Fortaleza. In 1872 verhuisde hij met zijn familie naar Recife, waar hij begon te studeren (piano en viool). In 1880 overleed zijn vader. Hij voelde zich daarna verantwoordelijk voor de financiële ondersteuning van zijn moeder en zijn zus en stopte met zijn studie en werd werkzaam als letterzetter en gaf privé muzieklessen. Met steun van zijn docent Euclides Fonseca kon hij privé verder studeren. In zijn gehele jeugd was hij bevriend met studenten en docenten van de Faculdade de Direito da Universidade Federal de Pernambuco (Faculteit voor Rechtsgeleerdheid) in Recife. De faculteit was in die tijd een groot intellectueel centrum van het land. De docent voor sociologie Tobias Barreto adviseerde hem Duitse taal en filosofie te studeren. Nepomuceno kreeg lessen bij Barreto in beide disciplines. Op 18-jarige leeftijd werd hij dirigent van de openbare concerten in het Carlos Gomes Club in Recife. Hij werkte ook als violist bij de première van de opera Eleonor, van Euclides Fonseca in het Teatro Santa Isabel te Recife. Met zijn familie vertrok hij naar de Braziliaanse deelstaat Ceará. Zijn verzoek om financiering aan de keizerlijke regering om in Europa te gaan studeren werd verworpen, vanwege zijn politieke activiteiten als aanhanger van het republicanisme en afschaffing van de doodstraf.

### Dekeizerlijke periodein Rio
In 1885 verhuisde hij naar Rio de Janeiro in de buurt van andere kunstenaars zoals Rodolfo Bernadelli en Henrique Bernadelli. In de Beethoven Club verbeterde hij zijn kennis in het pianospel en speelde samen met Arthur Napoleão dos Santos (1843-1925). Kort daarna werd hij benoemd tot docent in de Piano Club, waar ook de schrijver en bibliothecaris Joaquim Maria Machado de Assis werkzaam was.
De hoofdstad van het rijk beleefde een tijd van grote sociale, politieke en culturele onrust. In de sociale sfeer was er een onthutsende bevolkingsgroei met een verhoogde economische migratie in verband met de afschaffing van de slavernij. Ook op literair gebied waren er grote veranderingen, de romantische beweging, de symbolistische beweging en de natuuronderzoekers waren in Europa in mode en hadden invloed op vele Braziliaanse schrijvers zoals Olavo Bilac (Olavo Brás Martins dos Guimarães Bilac), Joaquim Maria Machado de Assis, Aluísio Azevedo (Aluísio Tancredo Gonçalves de Azevedo) en Coelho Neto (Henrique Maximiano Coelho Neto). De grote belangstelling van Nepomuceno voor de Braziliaanse literatuur en de appreciatie van de Portugese taal kwam van enkele van de belangrijkste schrijvers uit die de periode en de vriendschap met verschillende dichters en schrijvers.
In de jaren voor de afschaffing van de Slavernij in Brazilië componeert Nepomuceno zijn Dança de Negros (1887), een van de eerste composities die over etnische doelen en motieven in Brazilië werd geschreven. De première van dit werk dat later als deel "Batuque", binnen de Série Brasileira werd gepubliceerd, verzorgde de componist zelf in de deelstaat Ceará. In deze periode ontstonden verder de werken Mazurca, Une fleur, Ave Maria en Marcha fúnebre.

### Europa
In gezelschap van zijn beste vrienden, de gebroeders Henique en Rodolfo Bernadelli reisde hij in augustus 1888 met het doel in Europa zijn muzikale kennis uit te breiden. In Rome studeerde hij aan de Accademia Nazionale di Santa Cecilia bij Eugenio Terzian (harmonie) en Giovanni Sgambatti (piano). Na de dood van Terzian studeerde hij bij Cesare De Sanctis. In 1890 vertrok hij naar Berlijn, waar hij zijn beheersing van het Duits perfectioneerde en aan de Hochschule für Musik bij Heinrich von Herzogenberg compositie studeerde. Tijdens een vakantie ging hij naar Wenen om mee te werken aan een concert van Johannes Brahms, een vriend van zijn docent Heinrich von Herzogenberg, onder leiding van Hans von Bülow. Later wisselde hij naar het Stern'sche Conservatorium in Berlijn, waar hij twee jaar compositie en orgel bij Arno Kleffel en piano bij H. Ehrlich studeerde. Zijn toekomstige vrouw, de Noorse Walborg Bang zelf een leerling van de componist Edvard Grieg, ontmoette Nepomuceno tijdens de pianostudie bij Theodor Lechetitzky. In 1893 huwde hij met Walborg Bang. Na hun huwelijk verhuisden ze naar het huis van Grieg in Bergen. Deze vriendschap was van essentieel belang voor Nepomuceno om een nationalistisch ideaal te ontwikkelen. In 1894 studeerde hij af aan het Stern'sche conservatorium met de uitvoering van twee werken door de Berliner Philharmoniker, namelijk zijn Scherzo, voor groot orkest en de Suíte Antiga.
Vervolgens schreef hij zich in aan de Schola Cantorum in Parijs en studeerde orgel bij Alexandre Guilmant. Toen ontmoette hij ook Camille Saint-Saëns, Charles Bordes en  Vincent d'Indy. Hij bestudeerde intensief het werk Prélude à l'après-midi d'un faune van Claude Debussy en verzorgde in 1908 zelf de première in Brazilië. Op uitnodiging van Charles Chabault, hoogleraar voor Griekse taal aan de Parijse universiteit Sorbonne, schreef hij toneelmuziek voor de tragedie Electra. In 1900 ontmoette hij de toenmalige directeur van de Weense Staatsopera Gustav Mahler en vroeg hem zijn opera Ártemis aldaar uit te voeren. Tijdens deze onderhandelingen werd hij ziek en ging terug naar Bergen (Noorwegen), de thuisbasis van zijn vriend Edvard Grieg.
In 1910 voerde hij met financiële steun door de Braziliaanse overheid diverse concerten met werken van Braziliaanse componisten in Brussel, Genève en Parijs uit. Tijdens deze concertreis bezocht hij Claude Debussy in Neuilly-sur-Seine.

### Nationalisme
De 4 augustus 1895 markeert niet uitsluitend een historisch concert door Nepomuceno, maar ook het begin van zijn campagne voor het nationalisme en dat leverde hem veel kritiek en censuur op. Tijdens dit concert in het "Instituto Nacional de Música (Nationaal Instituut voor muziek)" werden een reeks eigen vocale werken in het Portugees uitgevoerd. Een machtige muziekcriticus Oscar Guanabarino (Oscar Guanabarino de Sousa Silva) en vurig pleitbezorger van zingen in het Italiaans, schreef voor diegenen die beweerden dat de Portugese taal ongeschikt was voor het belcanto. De strijd voor de nationalisatie van de klassieke muziek werd aangevuld door de programmering van concerten, die Nepomuceno van 1896 tot 1906 dirigeerde, in het "Associação de Concertos Populares" ter bevordering en ter erkenning van Braziliaanse componisten. Op verzoek van de burggraaf Alfredo d'Escragnolle Taunay (Alfredo Maria Adriano d'Escragnolle Taunay) werden een aantal werken van de componist Padre José Maurício Nunes Garcia uitgevoerd en hij ondersteunde ook andere populaire componisten zoals Catulo da Paixão Cearense.
Nepomucenos verzameling van twaalf liederen in het Portugees schreef hij in 1904 en werden gepubliceerd door de muziekuitgeverij Vieira Machado & Moreira de Sá. De opera O Garatuja in drie bedrijven en gebaseerd op het gelijknamige werk van José de Alencar (José Martiniano de Alencar) wordt beschouwd als de eerste echt Braziliaanse opera. Niet uitsluitend het gebruik van het Portugees, maar ook de typische ritmes die in het werk gebruikt zijn, zoals de habanera, de tango, het markeren van de gesyncopeerde maxixe (Tango brasileiro) en de lundu, een karakteristiek ritme uit de Braziliaanse populaire muziek vanuit de 19e eeuw van bijvoorbeeld Xisto Bahia (Xisto de Paula Bahia) en Chiquinha Gonzaga (Francisca Edwiges Neves Gonzaga),  maken dit werk echt uniek Braziliaans.
In 1907 werd de hervorming van het Braziliaanse volkslied (Hino Nacional Brasileiro) begonnen op een tekst van Joaquim Osório Duque Estrada (1870-1927). In het volgende jaar organiseerde Nepomuceno een concert in het "Instituto Nacional de Música (Nationaal Instituut voor muziek)" waar onder anderen de première van een gitaarconcert van de populaire componist Catulo da Paixão Cearense uitgevoerd werd. Dit veroorzaakte grote opschudding bij de orthodoxe muziekcritici, die vonden dat het een provocatie was voor de tempel van de kunst.
Een promotor van de nationale talenten Sampaio Araújo zorgde ervoor, dat nieuwe werken van de toen nog jonge Heitor Villa-Lobos gepubliceerd werden. Verschillende composities van de jonge Villa-Lobos werden aanvankelijk op de rugzijde van gepubliceerde werken van Nepomuceno gedrukt. Nepomuceno heeft ook als dirigent diverse werken van Villa-Lobos geprogrammeerd.

### Het Nationaal Instituut voor Muziek
Na de dood van Leopoldo Miguez (Leopoldo Américo Miguez) in 1902 werd Nepomuceno leider van het "Instituto Nacional de Música (Nationaal Instituut voor muziek)" in Rio de Janeiro. Sinds 1894 had hij al als docent voor orgel aan dit instituut gewerkt. Een belangrijk punt als directeur was de invitatie aan Camille Saint-Saëns Brazilië te bezoeken. Verder steunde hij een reeks van projecten voor de institutionalisering van de Braziliaanse klassieke muziek. Voor de componist van het Braziliaanse volkslied (Hino Nacional Brasileiro) Francisco Manuel da Silva werd een grafsteen opgesteld en onthuld. Nepomuceno werd uitgeroepen tot muzikaal directeur en chef-dirigent van de symfonische concerten tijdens de "Exposição Nacional da Praia Vermelha" tot viering van de honderdste verjaardag van de opening van de havens. In deze concerten waren naast werken met Braziliaanse achtergrond van Europese componisten zoals Claude Debussy, Albert Roussel, Alexander Glazunov en Nikolaj Rimski-Korsakov ook werken van Braziliaanse componisten zoals Antônio Carlos Gomes, Joaquim Antonio Barroso Neto, Leopoldo Miguez en Henrique Oswald geprogrammeerd.
In 1909 stuurde hij een wetsvoorstel aan het Congresso Nacional do Brasil om een door de overheid gesubsidieerd Nationaal Symfonieorkest te creëren. In 1913 dirigeerde Nepomuceno in het stedelijk theater van Rio de Janeiro een groot Wagner-Festival met als solist de tenor Karl Jorn uit Bayreuth. In 1916 probeerde hij met hevige tegenstand de dodecafonie van Arnold Schönberg te implementeren. Hij voelde de toenemende druk van de faculteit op zijn projecten en nam nog in hetzelfde jaar ontslag. Na de echtscheiding van zijn vrouw kwam hij in ernstige financiële problemen. Zijn laatste concert vond in 1917 in het stedelijk theater van Rio de Janeiro plaats. Erg ziek en zwak overleed hij in 1920 op 56-jarige leeftijd.

## Composities

### Werken voor orkest
- 1887-1896 Série Brasileira (Berlim 1891), voor orkest
  1. Alvorada na Serra (1892)
  2. Intermédio (1891)
  3. A sesta na Rede (1896)
  4. Batuque (1887)
- 1887 Marcha Fúnebre
- 1887 Prière
- 1887 Suíte da ópera "Porangaba"
- 1887 Rhapsodie brésilienne
- 1893 Scherzo vivace
- 1893 Suíte Antiga
- 1893 Sinfonia em sol menor, voor orkest
- 1893 Spimlied
- 1896 Largo e ofertório, voor orgel en orkest
- 1902 Andante expressivo
- 1902 Serenata
- 1903 Seis valsas humorísticas, voor piano en orkest
- 1904 O Garatuja
- 1906 Suíte da ópera "Abdul"
- 1908 Romance e tarantela, voor cello en orkest
- 1916 Iriel (Cena e Dança)

### Werken voor harmonieorkest
- Sinfonia em sol menor (bewerkt door N. deRubertis)

### Missen en andere kerkmuziek
- 1887 Ave Maria nr 1, voor vrouwenkoor
- 1896 Canto fúnebre (Treurzang), voor tweestemmig koor
- 1897 O Salutaris Hostia nr 2, voor zangstem en piano
- 1909 Panis angelicus, voor twee zangstemmen en orgel
- 1911 Ecce panis angelorum, voor twee zangstemmen en orgel
- 1911 O Salutaris Hostia, voor gemengd koor en orgel
- 1911 Tantum ergo, voor gemengd koor en orgel
- 1915 Missa, voor twee vocale solisten, gemengd koor en orgel
- Ave Maria nr 2, voor vierstemmig vrouwenkoor
- Ave Maria nr 3, voor zangstem en orgel
- Ave Maria nr 4, voor zangstem en orgel
- Ingemisco, voor zangstem en piano
- Invocação à Cruz, voor tweestemmig koor

### Muziektheater

#### Opera's
| Voltooid in | titel                   | aktes       | première             | libretto        |
| ----------- | ----------------------- | ----------- | -------------------- | --------------- |
| 1887-1889   | Porangaba               |             |                      |                 |
| 1898        | Ártemis                 | 1 akte      | 1898, Rio de Janeiro |                 |
| 1899-1905   | Abul                    | 3 bedrijven | 1913, Buenos Aires   |                 |
| 1904-1920   | O Garatuja (onvoltooid) | 3 bedrijven |                      | José de Alencar |
| 1911        | A cigarra               | 3 bedrijven |                      |                 |

#### Toneelmuziek
- 1894 Electra - tekst: Charles Chabault naar Sophocles
- 1902 A Pastoral

### Vocale muziek

#### Werken voor koor
- 1890 Hino ao trabalho
- 1896 As Uiaras, voor vrouwenkoor
- 1903 Canção do Norte (Hino ao Ceará), voor gemengd koor
- 1909 Hino às árvores
- 1914 Hino à Escola Normal
- 1914 Oração à pátria
- 1915 Hino à Alsácia-Lorena
- 1917 Ode a Osvaldo Cruz
- 1918 Canção do Acre
- 1919 Hino à paz
- 1919 Saudação à Bandeira
- Baile na flor, voor vrouwenkoor
- Hino à proclamação da República
- Tambores e cornetas

#### Liederen
- 1888 Perchè, voor zangstem en piano
- 1888 Rispondi, voor zangstem en piano
- 1889 Serenata di un moro, voor zangstem en piano
- 1889 Tanto gentile tanto onesta pare, voor zangstem en piano
- 1893 Blomma, voor zangstem en piano
- 1893 Der wunde Ritter, voor zangstem en piano
- 1893 Dromd Lycka, voor zangstem en piano
- 1894 Désirs divers, voor zangstem en piano
- 1894 Desterro, voor zangstem en piano
- 1894 Einklang, voor zangstem en piano
- 1894 Gedichte, voor zangstem en piano
- 1894 Herbst, voor zangstem en piano
- 1894 Madrigal, voor zangstem en piano
- 1894 Mater dolorosa, voor zangstem en piano
- 1894 Moreninha, voor zangstem en piano
- 1894 Medroso de amor (Moreninha), voor zangstem en orkest
- 1894 Moreninha (Medroso de amor), voor zangstem en piano
- 1894 Ora, dize-me a verdade, voor zangstem en piano
- 1894 Oraison, voor zangstem en piano
- 1894 Sehnsucht Vergessen, voor zangstem en piano
- 1894 Tu és o sol, voor zangstem en orkest
- 1894 Wiegen Sie sanft, voor zangstem en piano
- 1895 Au jardin des reves, voor zangstem en piano
- 1895 Les yeux élus, voor zangstem en piano
- 1895 La chanson de Gélisette, voor zangstem en piano
- 1895 La chanson du silence (Il flotte dans l'air), voor zangstem en piano
- 1895 Le miroir d'or, voor zangstem en piano
- 1896 Cativeiro, voor zangstem en piano
- 1897 Cantos da sulamita, voor zangstem en piano
- 1897 Epitalâmio (Enfim), voor zangstem en orkest
- 1902 Canção do amor, voor zangstem en piano
- 1902 Cantilena, voor zangstem en orkest
- 1902 Oração ao diabo, voor zangstem en piano
- 1902 Sonhei, voor zangstem en piano
- 1903 Coração indeciso, voor zangstem en orkest
- 1903 Coração triste, voor zangstem en piano
- 1903 Filomela, voor zangstem en orkest
- 1904 O sono, voor zangstem en piano
- 1904 Soneto, voor zangstem en orkest
- 1905 Trovas alegres, voor zangstem en piano
- 1905 Trovas tristes, voor zangstem en piano
- 1906 Canção, voor zangstem en orkest
- 1906 Hidrófana, voor zangstem en piano
- 1906 Saudade, voor zangstem en piano
- 1906 Turquesa, voor zangstem en orkest
- 1911 Aime-moi, voor zangstem en piano
- 1911 Razão e amor, voor zangstem en piano
- 1912 Ocaso, voor zangstem en piano
- 1913 Nossa velhice, voor zangstem en orkest
- 1914 Candura, voor zangstem en piano
- 1914 Numa concha, voor zangstem en piano
- 1914 Olha-me, voor zangstem en piano
- 1915 Canção da ausência, voor zangstem en piano
- 1915 Luz e névoa, voor zangstem en piano
- 1917 Canção do Rio, voor zangstem en piano
- 1917 Le miracle de la semence, voor zangstem en orkest
- 1920 Jangada, voor zangstem en piano
- A despedida, voor zangstem en orkest
- A grinalda, voor zangstem en piano
- Amanhece, voor zangstem en orkest
- Amo-te muito, voor zangstem en piano
- Anoitece, voor zangstem en orkest
- Cantiga triste, voor zangstem en piano
- Cantigas, voor zangstem en piano
- Cantigas (A guitarra), voor zangstem en orkest
- Canto nupcial, voor zangstem en piano
- Conselho (Antigas modinhas brasileiras), voor zangstem en piano
- Dolor supremus, voor zangstem en orkest
- Dor sem consolo, voor zangstem en orkest
- Morta (Trovas do norte), voor zangstem en piano
- Oração ao diabo, voor zangstem en orkest
- Sempre, voor zangstem en orkest
- Trovas nr. 1, voor zangstem en orkest
- Trovas nr. 2, voor zangstem en orkest
- Trovas - (Osório Duque-Estrada),  À Exma. Sra. Zilda Chiabotto, voor zangstem en piano, op. 29, nr. 1
- Xácara, voor zangstem en orkest

### Kamermuziek
- 1887 Mazurca, voor cello en piano
- 1887 Prece, voor cello en piano
- 1889 Strijkkwartet
- 1890 Strijkkwartet nr. 1
- 1890 Strijkkwartet nr. 2
- 1891 Strijkkwartet nr. 3
- 1908 Romance e tarantela, voor cello en piano
- 1916 Trio, voor viool, cello en piano
- 1919 Devaneio, voor viool en piano

### Werken voor orgel
- 1893 Orgelstück (quatro peças)
- 1894 Prelúdio e fuga
- 1895 Comunhão
- 1895 Sonata
- 1902 Ofertório
- 1912 Prelúdio e fuga

### Werken voor piano
- 1887 Dança de negros
- 1887 Scherzo fantástico
- 1887 Prece
- 1887 Mazurca nr. 1
- 1890 Berceuse
- 1890 Ninna nanna
- 1890 Mazurca em ré menor
- 1891 Folhas d'álbum
- 1891 Une fleur (romance)
- 1893 Sonata
- 1893 Suíte antiga (quatro movimentos)
- 1893 Valse impromptu
- 1894 Diálogo
- 1894 Anelo
- 1894 Galhofeira
- 1894 Valsa
- 1895 Líricas no 1 e 2
- 1902 Tema e variações em lá maior
- 1902 Variações sobre um tema original
- 1903 Quatro peças infantis
- 1904 Devaneio
- 1904 Improviso
- 1906 Barcarola
- 1906 Dança
- 1906 Brincando
- 1906 Melodia
- 1907 Noturno
- 1908 Série Brasileira
- 1908 Sinfonia em sol menor
- 1910 Noturno nr 1
- 1911 Valsa da cigarra
- 1912 Noturno nr. 2
- 1916 Cloche de Noël
- A brasileira
- Melodia
- Seis valsas humorísticas